# Hozier (album)
Hozier è il primo eponimo album discografico in studio del cantautore irlandese Hozier, pubblicato nel 2014. L'album, coprodotto da Rob Kirwan, è uscito in Italia il 13 gennaio del 2015. L'album contiene il singolo di maggiore successo della carriera dell'artista: Take Me to Church.

## Tracce
1. Take Me to Church – 4:02
2. Angel of Small Death and the Codeine Scene – 3:39
3. Jackie and Wilson – 3:43
4. Someone New – 3:42
5. To Be Alone – 5:23
6. From Eden – 4:43
7. In a Week (featuring Karen Cowley) – 5:18
8. Sedated – 3:27
9. Work Song – 3:49
10. Like Real People Do – 3:18
11. It Will Come Back – 4:37
12. Foreigner's God – 3:45
13. Cherry Wine (Live) – 4:00

## Classifiche

### Classifiche settimanali
| Classifica (2014-15) | Posizione massima |
| -------------------- | ----------------- |
| Australia            | 3                 |
| Austria              | 22                |
| Belgio (Fiandre)     | 2                 |
| Belgio (Vallonia)    | 28                |
| Canada               | 2                 |
| Danimarca            | 9                 |
| Finlandia            | 34                |
| Francia              | 18                |
| Germania             | 14                |
| Irlanda              | 1                 |
| Italia               | 7                 |
| Norvegia             | 11                |
| Nuova Zelanda        | 3                 |
| Paesi Bassi          | 7                 |
| Portogallo           | 29                |
| Regno Unito          | 3                 |
| Spagna               | 77                |
| Stati Uniti          | 2                 |
| Svezia               | 6                 |
| Svizzera             | 14                |

### Classifiche di fine anno
| Classifica (2014) | Posizione |
| ----------------- | --------- |
| Belgio (Fiandre)  | 81        |
| Irlanda           | 2         |
| Stati Uniti       | 137       |
| Classifica (2015) | Posizione |
| Australia         | 12        |
| Belgio (Fiandre)  | 43        |
| Belgio (Vallonia) | 92        |
| Canada            | 6         |
| Danimarca         | 25        |
| Francia           | 115       |
| Irlanda           | 3         |
| Italia            | 64        |
| Nuova Zelanda     | 12        |
| Paesi Bassi       | 41        |
| Regno Unito       | 12        |
| Stati Uniti       | 12        |
| Svezia            | 15        |
| Svizzera          | 49        |
| Classifica (2016) | Posizione |
| Danimarca         | 82        |
| Regno Unito       | 75        |
| Stati Uniti       | 85        |
| Classifica (2017) | Posizione |
| Stati Uniti       | 190       |
| Classifica (2018) | Posizione |
| Irlanda           | 33        |
| Classifica (2019) | Posizione |
| Irlanda           | 36        |
| Classifica (2020) | Posizione |
| Irlanda           | 35        |
| Classifica (2021) | Posizione |
| Irlanda           | 35        |
| Stati Uniti       | 183       |
| Classifica (2023) | Posizione |
| Belgio (Fiandre)  | 176       |
| Paesi Bassi       | 85        |
| Stati Uniti       | 107       |

### Classifiche di fine decennio
| Classifica (2010-19) | Posizione |
| -------------------- | --------- |
| Stati Uniti          | 120       |